# Euphrasia vernalis
Euphrasia vernalis là loài thực vật có hoa thuộc họ Cỏ chổi. Loài này được List mô tả khoa học đầu tiên năm 1902.